# Carlos II, Duque de Saboia
Carlos II (em francês: Charles-Jean-Amédée de Savoie; Turim, 23 de junho de 1489 – Moncalieri, 16 de abril de 1496) foi o Duque de Saboia de 1490 até sua morte. Era o único filho homem do duque Carlos I e sua esposa Branca de Monferrato, com esta tendo servido como regente durante todo seu reinado devido sua minoridade. Ele morreu com apenas seis anos de idade e foi sucedido por seu tio avô Filipe II.